# Старий Кобилін
Старий Кобилін (пол. Stary Kobylin) — село в Польщі, у гміні Кобилін Кротошинського повіту Великопольського воєводства.
Населення — 189 осіб (2011).
У 1975-1998 роках село належало до Лешненського воєводства.

## Демографія
Демографічна структура станом на 31 березня 2011 року:
|          | Загалом | Допрацездатний вік | Працездатний вік | Постпрацездатний вік |
| -------- | ------- | ------------------ | ---------------- | -------------------- |
| Чоловіки | 97      | 29                 | 61               | 7                    |
| Жінки    | 92      | 19                 | 53               | 20                   |
| Разом    | 189     | 48                 | 114              | 27                   |